# Baréin en los Juegos Olímpicos de Atlanta 1996
Baréin estuvo representado en los Juegos Olímpicos de Atlanta 1996 por un total de 5 deportistas masculinos que compitieron en 2 deportes.
El portador de la bandera en la ceremonia de apertura fue el regatista Mohamed Al-Sada. El equipo olímpico bareiní no obtuvo ninguna medalla en estos Juegos.